# Marxívol
El marxívol (Helleborus foetidus) és una ranunculàcia originària de l'oest d'Europa des de la Gran Bretanya al sud de Portugal, i d'Alemanya a Itàlia. Habita en rouredes clares i boixedes. És una planta verinosa amb la qual antigament s'enverinaven les sagetes.
És una planta herbàcia perenne i fètida que mesura fins a 80 cm d'alçada i té les fulles en roseta al capdamunt de la tija persistent. Les flors fan d'1-3 cm i són campanulades. Floreix a l'hivern de desembre a abril.
Totes les parts de la planta són verinoses amb glucòsids. Els símptomes de la intoxicació inclouen vòmits i deliri.
Quan floreix, en ple hivern, un llevat colonitza els seus nectaris i fa pujar la temperatura de les flors i allibera components orgànics volàtils que així atrau pol·linitzadors. És la primera espècie on s'ha observat aquest fenomen.